# Aritranis longicauda
Aritranis longicauda är en stekelart som först beskrevs av Joseph Kriechbaumer 1873.  Aritranis longicauda ingår i släktet Aritranis och familjen brokparasitsteklar. Inga underarter finns listade.

## Bildgalleri

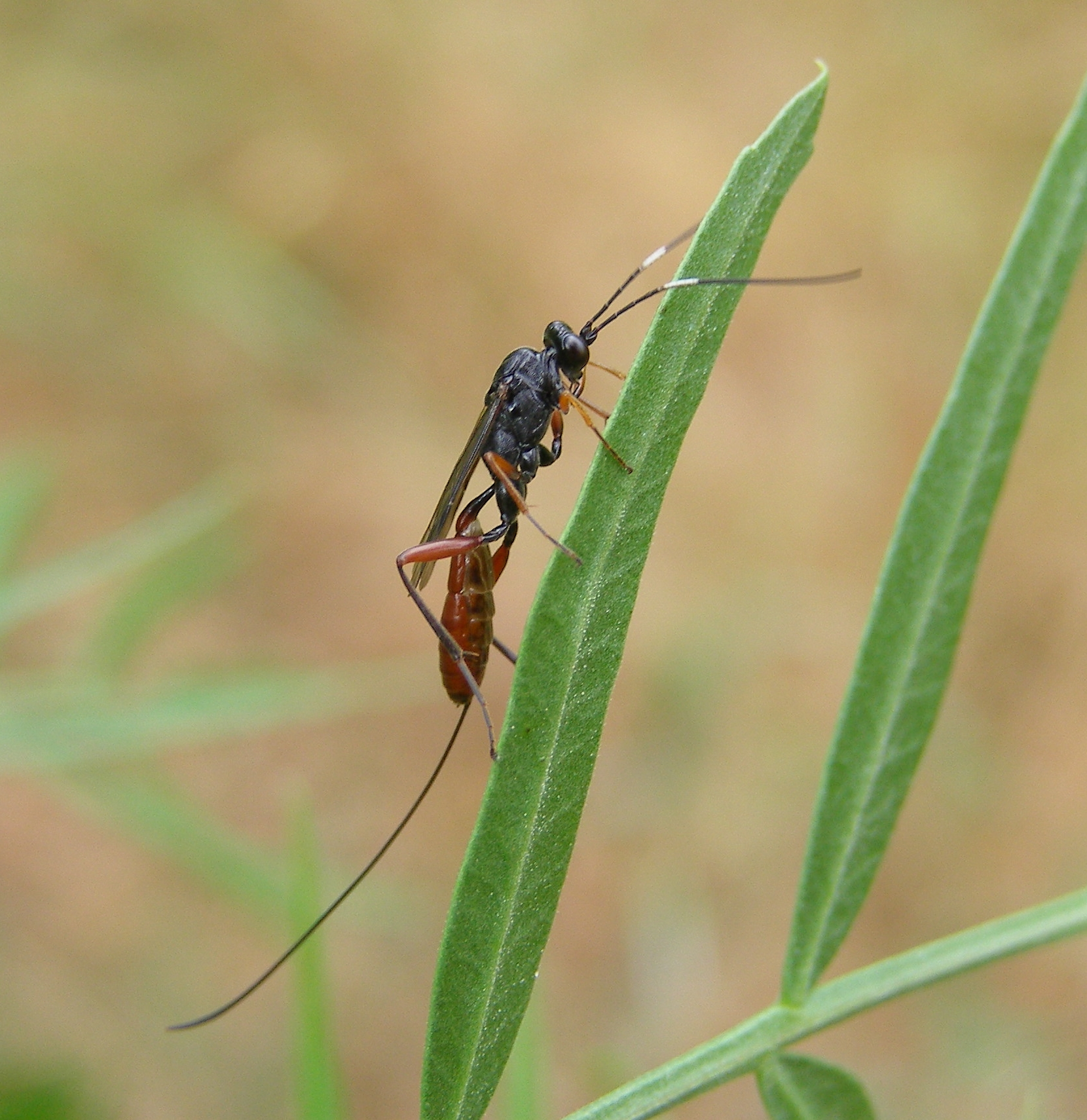